# Чая (приток Оби)
Ча́я (южносельк. Шаалгы, Шаылгы) — река в Чаинском и Колпашевском районах Томской области, левый приток Оби. Образуется слиянием рек Парбиг и Бакчар.
Длина 194 км (от истока Бакчар — 542 км), площадь водосборного бассейна — 27,2 тыс. км². Среднемноголетний годовой сток: 84 м³/с (2,7 км³/год).
На реке расположены населённые пункты Усть-Бакчар, Варгатер, Подгорное, Чаинск, Гришкино, Чажемто.
В селе Чажемто — источник минеральных вод и санаторий.

## Притоки
(расстояние от устья)
- 6 км: Алдыганка
- 80 км: Майга
- 82 км: Тоя
- 91 км: Добрушка
- 109 км: Поскоевка
- 119 км: Массуга
- 140 км: Икса
- 156 км: Нюрса (Большая Нюрса)
- 194 км: Бакчар (Большой Бакчар)
- 194 км: Парбиг

## Данные водного реестра
По данным государственного водного реестра России относится к Верхнеобскому бассейновому округу, водохозяйственный участок реки — Обь от впадения реки Чулым до впадения реки Кеть, речной подбассейн реки — Чулым. Речной бассейн реки — (Верхняя) Обь до впадения Иртыша.